# Kim Mi-soo
Kim Mi-soo (kor. 김미수; ur. 16 marca 1992, zm. 5 stycznia 2022) – południowokoreańska modelka i aktorka.

## Kariera
Kim rozpoczęła swój debiut w krótkometrażowym filmie Lipstick Revolution z 2018 roku. Wystąpiła także w dramacie z 2020 roku Hi Bye, Mama! jako siostra bohaterki.
Przyciągnęła uwagę rolą zimnej, ale miłej i prawej działaczki studenckiej Yeo Jeong-min w serialu Seolganghwa. Pomimo ciągłych kontrowersji związanych z rzekomym zniekształceniem historycznym, występ Kim był jej najbardziej godnym uwagi występem na ekranie.
5 stycznia 2022 r. Kim zmarła z przyczyn nie podanych przez rodzinę ze względu na prywatność w wieku 29 lat. Jej pogrzeb odbył się prywatnie w Seulu dwa dni po jej śmierci.

## Filmografia

### Filmy
- Lipstick Revolution	 (2018) - Jo-yeon
- Memorijeu (2019) - Seon-ah
- Gyeongmiui Segye (2019) - Jung-so
- Bang-beop: Jaechaeui (2021) - dziennikarz

### Telewizja
- Drama Festa (JTBC 2019) – Jung Ji-hyun
- Hi Bye, Mama! (tvN 2020) - Cha Yun-ji
- Memorials (KBS2 2020) – Kwon Woo-young
- Deurama Seupesyeol (KBS2 2020) - Jo Joo-young
- Yumiui Sepodeul (tvN 2020) – Ja-young
- Seolganghwa (JTBC 2021-2022) – Yeo Jung-min

### Seria internetowa
- Bogeon-gyosa An Eunyeong (Netflix 2020) – Hwang Ga-young
- Jiok (Netflix 2021) – Deacon Young-in